# Timbellus flemingi
Timbellus flemingi is een slakkensoort uit de familie van de Muricidae. De wetenschappelijke naam van de soort is voor het eerst geldig gepubliceerd in 1967 door Beu.